# Rot-Weiss Frankfurt
El Rot-Weiss Frankfurt es un equipo de fútbol de Alemania que juega en la Versbandsliga Hessen-Süd, sexta división nacional.

## Historia

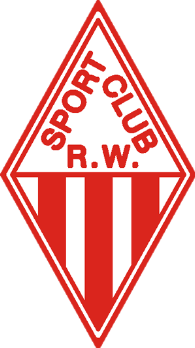
Logo del SC Rot Weiss Frankfurt en 1931

### Inicios
Fue fundado el 11 de noviembre de 1901 en la ciudad de Frankfurt am Main y han tenido varios nombres en su historia, la mayoría de ellos durante sus primeros años de vida, ya que nació con el nombre FV Amicitia 1901 Bockenheim y que tuvo hasta 1919. Despupes pasa a ser el VfR 1901 Frankfurt después de la Primera Guerra Mundial y lo mantuvo hasta 1926 como miembro de la Kreisliga Nordmain. De 1926 a 1935 se llamó SC Rot Weiß Frankfurt y jugó principalmente en la Bezirksliga Main-Hessen. El club tuvo algo de éxito a inicios de los años 1930, llegando a la final del Campeonato del Sur de Alemania en 1930 y 1931.
En 1933 el fútbol alemán fue reorganizado y dividido en 16 ligas regionales de primera división y el Rot-Weiß formó parte de la Gauliga Südwest por tres años entre 1938 y 1941. En 1941 la división fue dividida en Gauliga Westmark y Gauliga Hessen-Nassau donde el club jugó por otros tres años con el nombre Reichsbahn TSV Rot-Weiß Frankfurt. Su mejor resultado fue un subcampeonato en 1941.

### Periodo de Posguerra
Luego de que las fuerzas aliadas ocuparan el territorio ordenaron la desaparición de todas las organizaciones de Alemania, incluyendo equipos deportivos. A finales de 1945 el equipo fue reconstruido con el nombre SG Bockenheim y en 1947 vuelve a ser el Rot-Weiß, jugando solo una temporada en la Oberliga Süd antes de descender. El club registró un récord de asistencia cuando enfrentaron al 1. FC Nürnberg ante 27 000 espectadores.
Rot-Weiß jugó en la tercera división Amateurliga Hessen entre los años 1960 y años 1970 con la aparición en una temporada en la Regionalliga Süd (II) en 1968–69. El club descendió a la Landesliga Hessen-Süd en 1979 donde estuvo cinco de las siguientes siete temporadas. A finales de los años 1980 y mediados de los años 1990 estuvo en la tercera división y ganó la Oberliga Hessen en 1990. Estuvieron cerca del ascenso a la 2. Bundesliga pero fallaron. Bajo una montaña de presión financiera el equipo cayó y a mediados de los años 1990 bajaron a la cuarta y quinta división. El Rot-Weiß estuvo en la Hessenliga (V) de 2007 a 2012 antes de volver a descender, y se enfocaron en sus programas de ligas menores. Un subcampeonato en la Verbandsliga en 2014–15 les dio el ascenso a la Hessenliga venciendo al Hünfelder SV y Viktoria Kelsterbach.

## Palmarés
- Nordkreis-Liga: 1 (I)

1918
- Hessenliga: 3 (II/III)

1947, 1968, 1990
- Landesliga Hessen-Süd: 3 (IV)

1966, 1983, 1986
- Hesse Cup: 4

1971, 1974, 1989, 1992